# Adi-Buddha

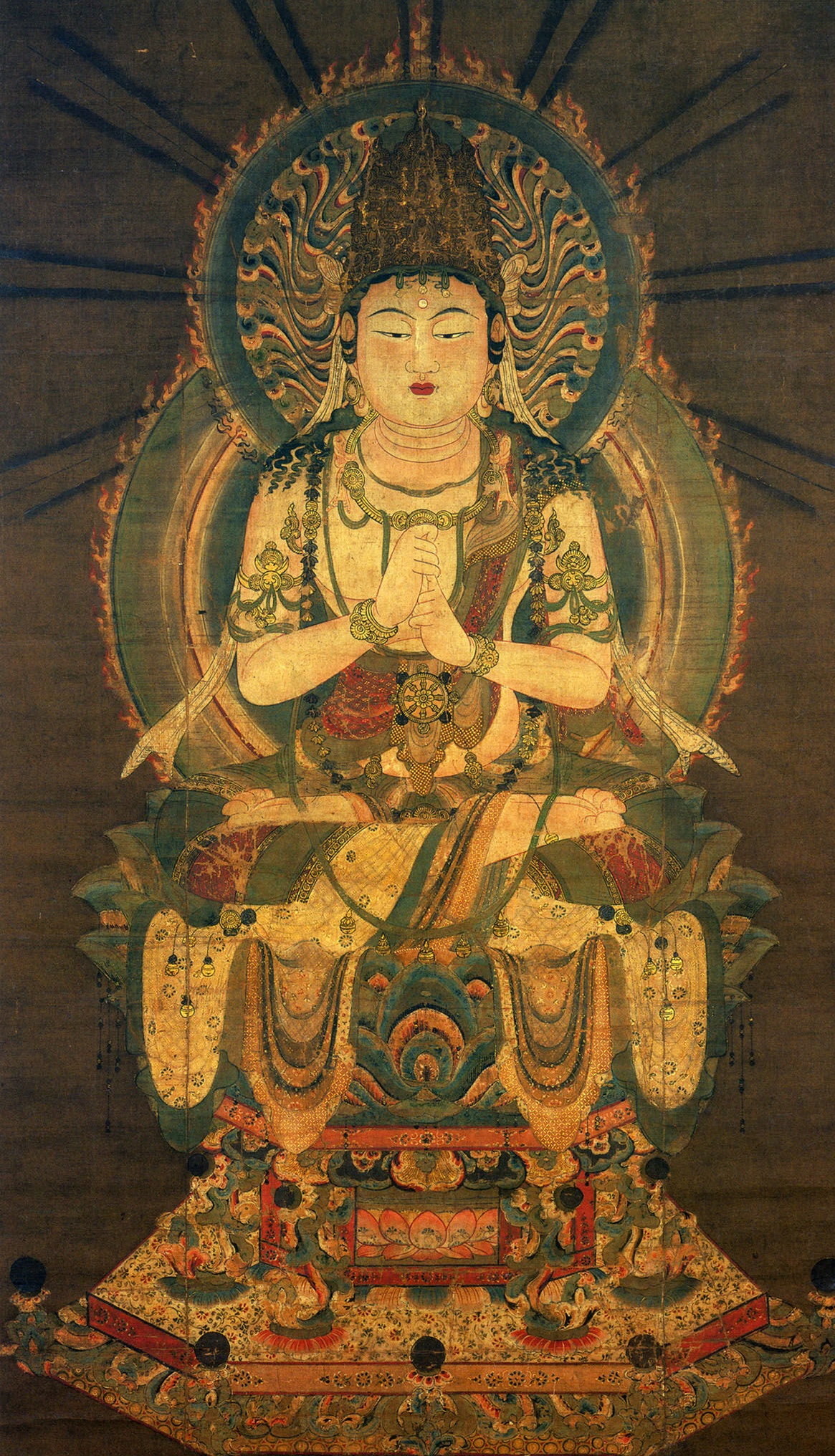
Pintura del buda Vairocana com a Adi-Buddha. Nezu Museum, Japó.

Ādi-Buddha (del sànscrit, "primer Buda") és, en el budisme Mahayana, un buda concebut com a saviesa primordial, causa primera i eterna. Es considera el buda primigeni, existent per si mateix. Depenent de la tradició budista, es considera que l'Adi-Buddha és un o altre buda. A les escoles Nyingma i Sakya del budisme tibetà es creu que és el buda Samantabhadra. A les escoles Gelug i Kagyu es considera que és el buda Vajradhara. Al budisme xinès i japonès es creu que és el buda Vairocana.
L'Adi-Buddha se'l representa com un buda coronat, vestit amb roba de príncep i amb els ornaments tradicionals d'un bodhisattva.